# Lenguas tequistlatecas
Las lenguas tequistaltecas o tequistlatecanas son una pequeña familia lingüística formada por tres lenguas diferentes (chontal oaxaqueño de las tierras altas, chontal oaxaqueño de las tierras bajas y tequistlateco propiamente dicho). Todas estas lenguas se hablan en el estado mexicano de Oaxaca. Actualmente sólo quedan algunos hablantes de las dos variedades de chontal oaxaqueño, que no debe confundirse con el Chontal de Tabasco que es una lengua maya. 
Las lenguas tequistlatecas se dividen en dos ramas principales el tequistlateco propiamente dicho que se considera extinto y la rama chontal oaxaqueña formada por dos lenguas (dado que el tequistlateco está extinto, por eso se usan como sinónimos los términos tequistlatecano y chontal de Oaxaca). Este uso se remonta a Brinton (1891:112-13) que usó el término "tequistlateco" como término general para todas las lenguas de la familia, aunque otros autores han usado históricamente el término "tequistlateco" para referirse sólo al chontal tequistlateco que una de las tres lenguas de la familia.

## Distribución
A mediados de siglo el Chontal de las tierras altas se hablaba todavía en unas 16 aldeas separadas entre sí alrededor de un día de camino a pie, en un área situada a 70 km al sureste de la ciudad de Oaxaca, contando con un total de unos 5 mil hablantes. El chontal de las tierras bajas se concentra en torno a dos municipios de la costa, Astata y Huamelula, contando a mediados de siglo XX con unos 5 mil hablantes también. Desde entonces el número de hablantes ha descendido en ambas variantes. Aunque los censos recientes dan la improbable cifra de algo más de 4 hablantes declarados, el Instituto Nacional Indigenista estimó el número de hablantes de chontal de Oaxaca en 394 para 1990.
Los contactos entre los hablantes de alto chontal y bajo chontal es escaso, ya que en promedio hay dos días de camino. A mediados de siglo XX los contactos se limitaban básicamente a las fiestas y el mercado de mescal.

## Clasificación
Las lenguas tequistlateco o tequistlateco-chontales se dividen en dos grupos:
- Grupo chontal oaxaqueño (propiamente dicho) que tiene unos 4000 hablantes e incluye a su vez dos lenguas cercanamente emparentadas aunque diferentes y mutuamente ininteligibles:
  - El Huamelulteco o Chontal oaxaqueño de las tierras bajas 950 hablantes (1990).[1]
  - El Chontal oaxaqueño de las tierras altas 3600 (1990).[2]
- Grupo tequistlateco, que incluiría el tequistlateco propiamente dicho y llamado por algunos autores chontal tequistlateco, que está probablemente extinto.

### Lenguas de la familia
El Chontal de las tierras altas presenta cierta variación dialectal. Los hablantes de Chontal de las tierras bajas tienen un alto grado de bilingüísmo (español y chontal), y los niños no aprenden actualmente la lengua, por lo que se considera una lengua amenazada. De acuerdo con el censo de 2005, 1100 de los hablantes superan los 65 años pero solo 91 hablantes tienen menos de 15 años.

### Relaciones con otras lenguas
Oltragge [1977] y Campbell [1974] han aportado una fuerte evidencia, en forma de cognados que presentan correspondencias fonéticas regulares que prueban el parentesco de las lenguas tequistlatecas con el jicaque de Honduras. Estos trabajos fueron ampliados en Campbell y Oltrogge [1980].
Fuera de ese parentesco bien establecido, desde principios de siglo XX se ha especulado con el posible parentesco con las lenguas hokanas. La primera propuesta en este sentido la hizo Edward Sapir [1925] y más tarde fue retomada por Greenberg y Swadesh [1953]. Sin embargo esta controvertida propuesta no ha ganado aceptación general.

## Descripción lingüística
El chontal de las tierras altas y el chontal de las tierras bajas pueden ser consideradas dos lenguas cercanas más que dos dialectos de la misma lengua, una comparación hecha sobre la lista de larga de Swadesh muestra que ambas comparte alrededor de un 70% de cognados, siendo sólo un 20% fonológicamente idénticos.

### Fonología
A partir de la comparación entre el alto chontal y el bajo chontal se ha reconstruido el inventario consonántico del proto-chontal: Para el proto-tequistlateco-chontal se ha reconstruido un sistema similar que carece de olcuisivas sonoras:
|                         | Labial | Alveolar | Alveolar | Palatal | Velar | Glotal |
| central                 | Labial | lateral  |          | Palatal | Velar | Glotal |
| ----------------------- | ------ | -------- | -------- | ------- | ----- | ------ |
| obstruyente simple      | *p     | *t, *c   |          |         | *k    | *ʔ     |
| obstruyente glotalizada | *fʼ    | *cʼ      | *λʼ      |         | *kʼ   |        |
| fricativa               | *W     | *s       | *ɬ       | *š      |       | *h     |
| aproximante             | *w     |          | *l       | *y      |       |        |
| nasal                   | *m     | *n, *N   |          |         |       |        |

Téngase presente que:
- /*N/ es un signo especial para la nasal sorda /*̥n/, la evidencia sugiere que este sonido podría proceder del grupo consonántico /*hn/ y tal vez no un fonema indepndiente.
- /*W/ es un signo especial para la fricativa sorda /*̥w/ (podría ser un resultado secundario de /*hw/ y no un fonema independiente.
- /*c, *cʼ/ son notaciones usadas convencionalmente por los americanista para /*ʦ, *ʦʔ/
- /*λʼ/ es un signo especial para la africada /*tɬʔ/.

En cuanto a las vocales se reconstruyen cinco vocales /*i, *e, *a, *o, *u/.

### Comparación léxica
La siguiente tabla presenta algunos cognados para el chontal de las tierras altas, el chontal de las tierras bajas y el chontal tequistlateco:
| GLOSA       | Chontal Oax. tierras altas | Chontal Oax. tierras bajas | Chontal tequistlateco | PROTO- TEQUISTLATECO |
| ----------- | -------------------------- | -------------------------- | --------------------- | -------------------- |
| 'diez'      | imbamaʔ                    | mbamaʔ                     | mbama                 | *-mbamaʔ             |
| 'olla'      | apišu                      | apišu                      | pišu                  | *(a)pišu             |
| 'aquí'      | faʔa                       | faʔa                       | fa                    | *faʔa                |
| 'mano'      | -mane                      | -mane                      | mane                  | *mane                |
| 'casa'      | ahuɬ                       | ahuɬ                       | hur                   | *(a)huɬ              |
| 'se sentó'  | ipaNpa (= 'vivió')         | paNpa                      | pahpa                 | *paNpa               |
| 'serpiente' | aynofaɬ                    | ayñofaɬ                    | nyofar                | *(a)nyofaɬ           |
| 'cabeza'    | -Wak                       | -Wah                       | fa                    | *Wak (<*hwak)        |
| 'subir'     | -fʼak                      | -fʼag                      | fha                   | *fʼag                |
Los numerales en diferentes lenguas tequistlatecas son:
| GLOSA | Chontal Oax. tierras altas | Chontal Oax. tierras bajas | PROTO- CHONTAL |
| ----- | -------------------------- | -------------------------- | -------------- |
| '1'   | anuli                      | ñulji                      | *-nyuli        |
| '2'   | okeʔ                       | ukweʔ                      | *ukweʔ         |
| '3'   | afaneʔ                     | faneʔ                      | *-faneʔ        |
| '4'   | amalpuʔ                    | malpuʔ                     | *-malpuʔ       |
| '5'   | amakeʔ                     | mageʔ                      | *-makeʔ        |
| '6'   | akamčʼus                   | kʔančux                    | *-kamčʼu-      |
| '7'   | akayči                     | koteʔ                      | *-katiʔ        |
| '8'   | apayko                     | malfaʔ                     |                |
| '9'   | apella                     | penlaʔ                     | *-penlaʔ       |
| '10'  | imbamaʔ                    | mbamaʔ                     | *-mbamaʔ       |